# 维尔 (卡尔瓦多斯省)
维尔（法語：Vire，法語發音：[viʁ] ⓘ）是法国卡尔瓦多斯省的一个旧市镇，也是该省的原副省会，属于维尔区。2016年1月1日，维尔与7个临近市镇合并为新市镇维尔诺曼底（Vire Normandie），维尔是新市镇的政府驻地。维尔原为卡尔瓦多斯省的副省会以及维尔区的首府，后由维尔诺曼底接替。

## 地理
维尔（48°50'19"N, 0°53'21"W）面积22.5 平方千米，位于法国诺曼底大区卡爾瓦多斯省，该省份为法国西北部沿海省份，北濒大西洋英吉利海峡，东北与滨海塞纳省以海上边界相接，东临厄尔省，南至奧恩省，西与芒什省接壤。
与维尔接壤的市镇（或旧市镇、城区）包括：比尔西、库隆斯、拉格拉沃里、鲁卢尔、圣日耳曼德塔勒旺德-拉朗德沃蒙、圣芒维厄博卡日、沃德里。
维尔的时区为UTC+01:00、UTC+02:00（夏令时）。

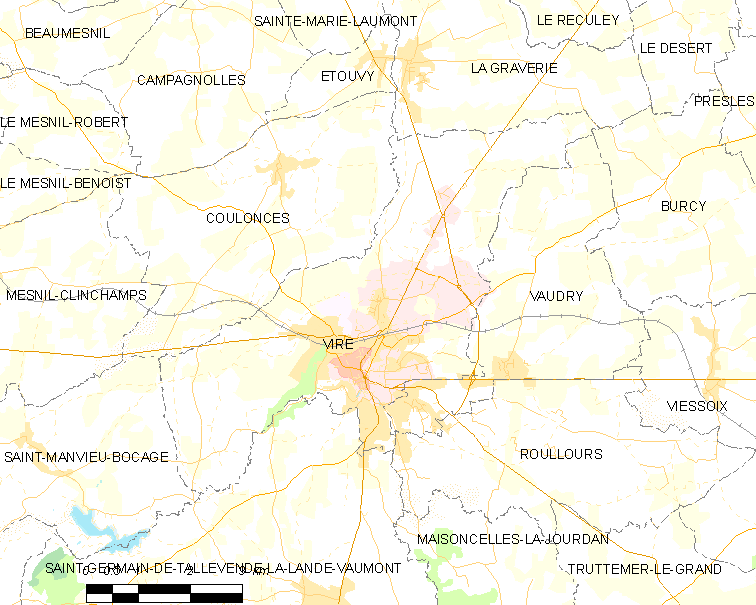
维尔的OSM定位图

## 行政
维尔的邮政编码为14500，INSEE市镇编码为14762。

## 政治
维尔所属的省级选区为维尔诺曼底县。

## 人口

1962-2008年间维尔人口变化图示

维尔于2018年1月1日时的人口数量为10762人。